# Hydrangea coacta
Hydrangea coacta es una especie de arbusto perteneciente a la familia Hydrangeaceae. Es originaria de China. Fue descrita por C.F.Wei en 1994.

## Descripción
Son arbustos con las ramillas jóvenes, pecíolos, e inflorescencias densamente hirsutas de color gris-blanco o ligeramente amarillo. Las ramillas son de color marrón rojizo, longitudinalmente estriadas, glabrescentes. Las láminas foliares, pecioladas,  oblongo- ovadas a ovado- lanceoladas, de 3.5-6 cm × 9-14.5, como de papel grueso, densamente hirsutas abaxialmente de color blanco grisáceo y marrón tomentoso con ambos tipos de pelos de fieltro juntos y alfombrado. Las inflorescencias en cimas corimbosas, laxas, de 15 cm de ancho arqueadas. Semillas marrones, oblongas a ampliamente elipsoides, comprimidas y con alas en ambos extremos.

## Distribución y hábitat
Se encuentran en las laderas de las montañas, a una altitud de 1300 metros, en el sudoeste de Shaanxi en China.

## Taxonomía
Hydrangea coacta fue descrita por Chao Fen Wei y publicado en Guihaia 14(2): 116–117, f. 3. 1994.
Etimología
Hydrangea: nombre genérico que deriva de las palabras griegas:  (ὕδωρ hydra) que significa "agua" y  ἄγγος (gea) que significa "florero"  o "vasos de agua" en referencia a la característica forma de sus cápsulas en forma de copa.